# Preben Fjære Brynemo
Preben Fjære Brynemo, né le (14 août 1977 à Porsgrunn), est un spécialiste norvégien du combiné nordique.

## Carrière
Il a débuté en Coupe du monde de combiné nordique en décembre 1999 et a obtenu son seul podium en décembre 2001 à Lillehammer / Beitostølen. Il a participé une fois aux Jeux olympiques d'hiver en 2002 à Salt Lake City et aux Championnats du monde en 2001 à Lahti.

## Palmarès

### Jeux olympiques d'hiver
| Épreuve / Édition | Épreuve / Édition | Salt Lake City 2002 |
| Sprint            | Sprint            | 30e                 |
| Gundersen         | Gundersen         | 22e                 |
| Par équipes       | Par équipes       | —                   |

### Coupe du monde
- Meilleur classement général final : 17e en 2001.
- Classement annuel : 54e en 1999, 28e en 2000, 17e en 2001, 25e en 2002, 38e en 2003.
- 1 podium individuel dont 1 troisième place.
- 2 podiums en épreuve collective : 2 troisièmes places.

### Coupe du monde B
- Vainqueur de la Coupe du monde B 1999, ex æquo avec l'autrichien Christoph Bieler,
- troisième de la Coupe du monde B 1998,
- quatre podiums dont deux victoires (Baiersbronn 1998, Klingenthal 1999).

### Championnats du monde juniors
- Médaille d'or dans l'épreuve par équipes en 1996 à Asiago